# Jean-Joseph-Xavier Bidauld
Jean-Joseph-Xavier Bidauld, född 10 april 1758 i Carpentras i Provence, död 20 oktober 1846 i Montmorency utanför Paris, var en fransk konstnär som framför allt sysslade med landskapsmåleri.
Bidauld studerade i Lyon och flyttade sedan till Paris. Där vann han en konstsamlares gunst. Denne subventionerade hans vistelse i Rom. De flesta av hans kontakter bland de franska konstnärerna i Rom var historiemålare.
År 1790 återvände Bidauld till Paris och 1791 ställde han ut i Parissalongen för första gången. Därefter deltog han regelbundet i utställningen. 1792 mottog han officiella uppdrag. 1823 blev han den förste landskapsmålaren att bli antagen till Académie des Beaux-Arts. 1825 blev han belönad med Hederslegionen. Vid denna tid avtog hans anseende och han blev hårt kritiserat i pressen på grund av att han som medlem i juryn försökte hindra en yngre generation av landskapsmålare att inträdda i Parissalongen (däribland Théodore Rousseau). Efter detta kunde han inte sälja några verk och dog i fattigdom.
Camille Corot var en av de som beundrade Bidaulds konst. Bidauld är representerad vid Nationalmuseum.

## Bilder

Klippa vid Cività Castellana (1787), Nationalmuseum.
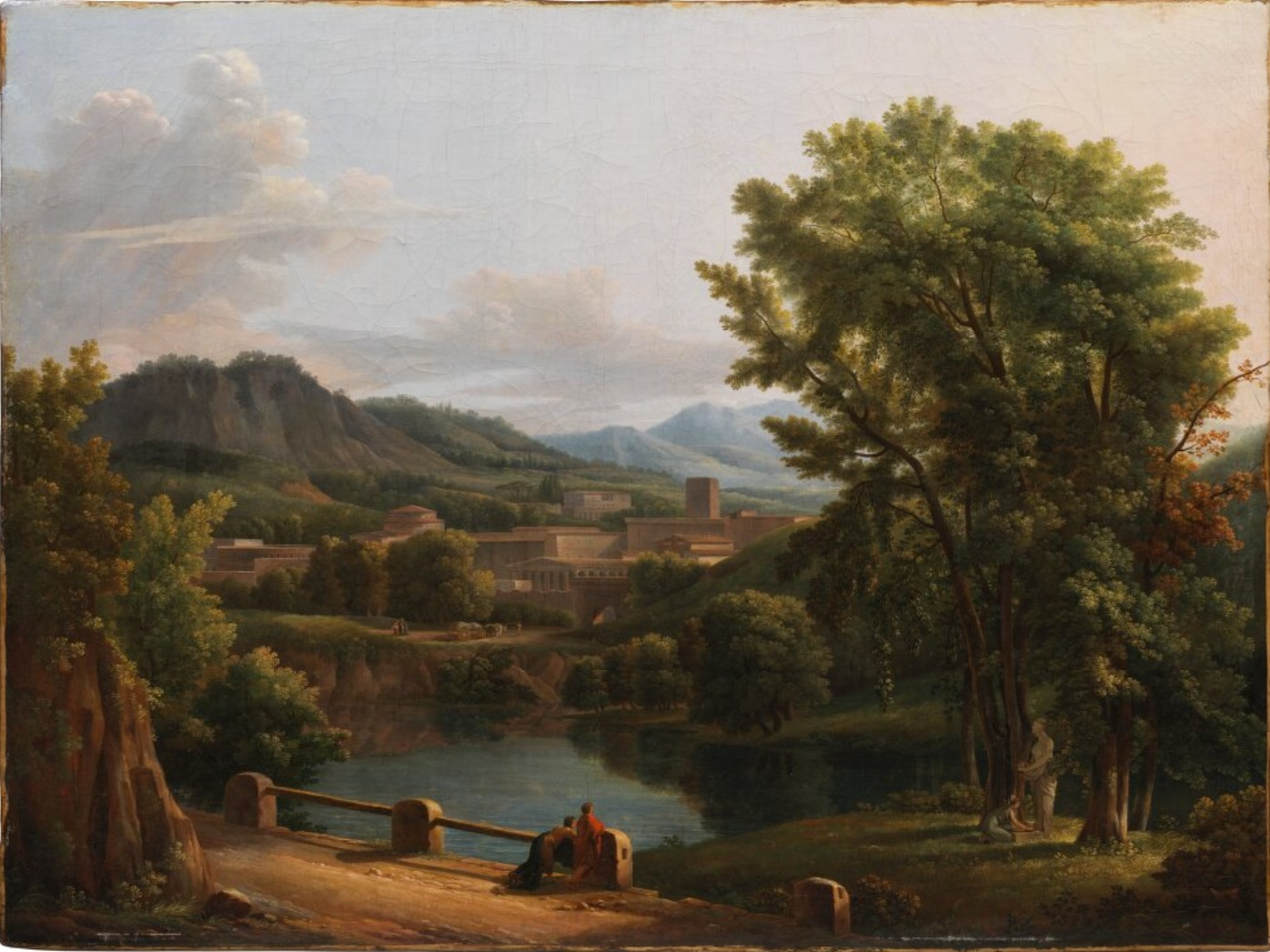
Ideallandskap med offer till gudinnan Flora (cirka 1800), Nationalmuseum.